# Анапаїт

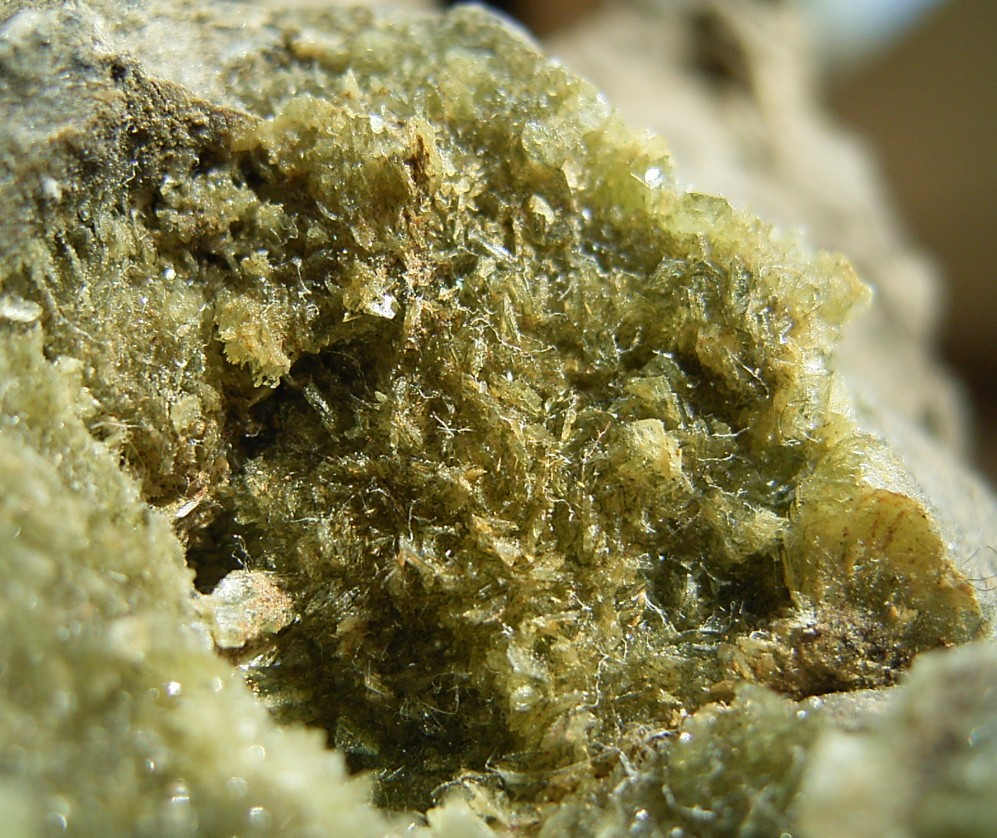
Анапаїт. Каталонія, Іспанія.

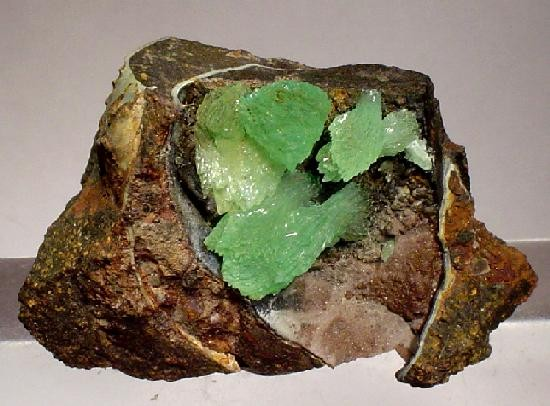
Анапаїт

Анапаїт (рос. анапаит; англ. anapaite; нім. Anapait m) — водний фосфат кальцію та заліза.

## Загальний опис
Хімічна формула: Ca2Fe2+[PO4]2•4H2O. Містить (%): СаО — 28,18; FeO — 18,05; Р2О5 — 35,67; H2O — 18,1.
Сингонія триклінна.
Кристали таблитчасті.
Спайність досконала.
Безбарвний, зеленувато-білий.
Густина 2,8.
Твердість 3-4.
Зустрічається в бурих залізняках Таманського п-ова поблизу м. Анапи. Рідкісний.
Інша назва — анапіт.